# Jauchzet, ihr Himmel
Jauchzet, ihr Himmel ist ein Weihnachtslied mit einem Text von Gerhard Tersteegen aus dem Jahr 1731. Im Evangelischen Gesangbuch ist es unter der Nr. 41 abgedruckt, im römisch-katholischen Gotteslob unter Nr. 251.

## Entstehung des Textes und der ersten Liedfassung
Gerhard Tersteegen verfasste den Text unter der Überschrift „Die hertzliche Barmhertzigkeit GOttes / erschienen in der Geburt des Heylandes JEsu Christi“ mit ursprünglich acht Strophen für seine Liedsammlung Geistliches Blumengärtlein. Sie erschien im selben Liederbuch in der Zugabe der 1731er Ausgabe. Tersteegen übernahm zunächst die Melodie eines Liedes von Joachim Neander, dem er sich sehr verbunden fühlte.
Die Neandersche Melodie ist vor allem mit seinem eigenen Text Lobe den Herren, den mächtigen König der Ehren bekannt. Sie blieb aber bis zum Evangelischen Kirchengesangbuch (Nr. 33) auch für Jauchzet ihr Himmel im Gebrauch und ist es im Gotteslob bis heute.

## Entstehung der heutigen Melodie im Evangelischen Gesangbuch
Der Dresdner Kreuzkantor Rudolf Mauersberger schuf 1926 gemeinsam mit Bernhard Dreier (zunächst für das Evangelische Kirchengesangbuch in Hessen) die heutige Melodie, die im Evangelischen Gesangbuch steht. Weitere Melodievarianten finden sich unter anderem bei Paul Kretzschmar (1954).

## Text
Jauchzet, ihr Himmel, frohlocket, ihr Engel, in Chören,

singet dem Herren, dem Heiland der Menschen, zu Ehren!

Sehet doch da:

Gott will so freundlich und nah

zu den Verlornen sich kehren.

Jauchzet, ihr Himmel, frohlocket, ihr Enden der Erden!

Gott und der Sünder, die sollen zu Freunden nun werden.

Friede und Freud

wird uns verkündiget heut;

freuet euch, Hirten und Herden!

Sehet dies Wunder, wie tief sich der Höchste hier beuget;

sehet die Liebe, die endlich als Liebe sich zeiget.

Gott wird ein Kind,

träget und hebet die Sünd;

alles anbetet und schweiget.

Gott ist im Fleische. Wer kann dies Geheimnis verstehen?

Hier ist die Pforte des Lebens nun offen zu sehen.

Gehet hinein,

eins mit dem Kinde zu sein,

die ihr zum Vater wollt gehen.

Hast du denn, Höchster, auch meiner noch wollen gedenken?

Du willst dich selber, dein Herze der Liebe, mir schenken.

Sollt nicht mein Sinn

innigst sich freuen darin

und sich in Demut versenken?

König der Ehren, aus Liebe geworden zum Kinde,

dem ich auch wieder mein Herze in Liebe verbinde,

du sollst es sein,

den ich erwähle allein;

ewig entsag ich der Sünde.

Süßer Immanuel, werd auch in mir nun geboren;

komm doch, mein Heiland, denn ohne dich bin ich verloren!

Wohne in mir,

mache ganz eins mich mit dir,

der du mich liebend erkoren.

Das Wort „süßer“ in der 7. Strophe ist im katholischen Gotteslob in „treuer“ verändert. Danach folgt eine 8. Strophe, die in vielen heutigen Liederbüchern und wissenschaftlichen Veröffentlichungen fehlt: 

8. Menschenfreund Jesu, dich lieb ich, dich will ich erheben!

Lass mich doch einzig nach deinem Gefallen nun leben:

Gib mir auch bald,

Jesu, die Kindergestalt,

an dir alleine zu kleben.